# Ys III: The Oath in Felghana
Ys: The Oath in Felghana (イース -フェルガナの誓い- Īsu -Ferugana no Chikai-?) es un juego de rol de acción de Nihon Falcom lanzado para Windows el 2005. Es una expansión de Ys III: Wanderers from Ys, en donde alarga la historia del juego. En 2010, se creó una versión para PSP. El audio está dividido en 3 packs: el pack de PC-88/98, el de Sharp X68000 y una nueva versión reorquestada para Windows.

## Historia
Han pasado 3 años desde los eventos de Ys I y II. Adol Christin parte a Felghana, junto con Dogi. Elena, su hermano Chester y Dogi se criarón en Felghana. Al desembarcar en Felghana, Adol debe detener a varios monstruos que atacan a las personas.
El libreto del juego es una expansión de Ys III: Wanderers from Ys, en donde su historia se hace más larga.

## Jugabilidad
El modo de juego de esta versión de Ys III se aleja de la versión anterior. El combate también ha cambiado: el jugador debe pulsar un botón para hacer cortar con su espada y atacar a los enemigos.
Se remplazó el sistema de anillos por los nuevos sistemas de magia y de tensión. El sistema de magia, se usa uno de los tres brazaletes, lo cual consume magia al usarlos, y se recargan gradualmente. El otro sistema, de tensión, se recarga entre ataques y su activación aumenta el ataque y la defensa.
Al igual que Ys VI, se puede obtener oro, raval (que remplaza a emel) y EXP matando enemigos. La recuperación de HP o mejoras de estados no se basan en uso de objetos o accesorios, sino al obtenerlos de los enemigos eliminados. Los puntos de experiencia obtenida se múltiplica dependiendo del N.º de ataques consecutivos, haciendo aumentar la barra de combo, dicha barra se vacía con el tiempo.
Es posible elegir una de las 6 dificultades al empezar el juego (la sexta dificultad es desbloqueable al terminarlo).
Debido a la falta de anillos, se creó un nuevo sistema de accesorios, que ayudan al jugador entrar por situaciones de camino complejas, como la oscuridad, caminos resbaladizos o la lava.

## Versiones
- 2005: Originalmente fue creado para Windows XP las 2 versiones: uno Standard que solo contiene el juego y otro Premium que además contiene Ys Premium Music CD Box in Felghana, una caja que contiene 8 CDs de música del juego.
- Meses más tarde: se creó un parche de funcionamiento debido a errores detectados con Windows Vista. Además, se crearon parches de traducción por parte de aficionados.
- 2010: Se lanzó la versión para PSP. Xseed Games pagó por el parche de traducción para incorporarlo en esta versión.[1][2]
- 2012: Se lanzó la versión para Windows 7, 8.1 y 10. Ya no es necesario el parche de traducción, debido a que el juego ya venía incorporada. Además, se puede obtener trofeos y guardar datos en la nube, pero solo las versiones descargadas de Steam. Sin embargo, carece de funciones que estaban en PSP, como voces, doble tensión y New Game+.